# Ahoy!
Ahoy! était un magazine informatique publié entre janvier 1984 et janvier 1989, qui se concentrait sur tous les ordinateurs couleur de Commodore International, mais plus particulièrement sur Commodore 64 et Amiga. Il a été noté pour la qualité et la facilité d'apprentissage de ses listes de programme de type[Quoi ?]. [réf. nécessaire]

## Histoire
Le premier numéro de Ahoy! a été publié en janvier 1984. Le magazine est un mensuel et est publié par Ion International, depuis New York. Il a publié de nombreux jeux en langage BASIC et en langage machine, imprimant parfois aussi le code source en langage assembleur. Ahoy! a publié un programme de contrôle appelé « Flankspeed» pour entrer des listes en langage machine.
Ahoy!'s AmigaUser était une publication connexe, mais distincte, dédiée à l’Amiga. Il a été dérivé d'une série de colonnes dans Ahoy! avec le même titre[Quoi ?], et les deux premiers numéros ont été publiés à la place du magazine principal en mai et août 1988.